# Coincya rupestris
Coincya rupestris là một loài thực vật có hoa trong họ Cải. Loài này được Porta & Rigo ex Rouy mô tả khoa học đầu tiên năm 1891.